# Vanessa Daribo
Vanessa Daribo est une joueuse internationale française de rink hockey née le 21 juillet 1985. Elle est considérée comme étant l'une des meilleures joueuse au monde avec un palmarès très réussi.

## Parcours
Elle est formée au sein du club de Noisy où elle obtient plusieurs titres de championne de France et de Coupe de France. 
Son exode en 2007 à 2011, à Cerdanyola CH en Espagne lui permet d'obtenir une Coupe de la Reine et de OK Liga en 2010. De retour à Noisy entre 2012 et 2014, elle termine, outre un n-ième titre de championne de France, un titre de vice-championne d'Europe des clubs. Elle repart ensuite à Hostelcur Gijón pour obtenir une nouvelle Coupe de la Reine. En 2016, elle intègre le Girona CH en Espagne avec un contrat de deux ans dans ce club venant d'être relégué. Elle y remporte la Coupe de la Généralité et termine à le seconde place du championnat. À l'été 2017, juste avant le mondial dont elle est le porte-drapeau de la France, elle annonce rejoindre l'équipe de OK Liga madrilène de Las Rozas.
À l'international, sélectionnée depuis 2001, elle participe à son premier mondial en 2002 à Paços de Ferreira. Dès lors elle participe à toutes les compétitions mondiales à l'exception du Chili en 2006 en raison d'une blessure à quelques jours de début de la compétition. Cette malchance se produit également en 2015 où elle se blesse très gravement à la veille du championnat d'Europe.
En juin 2018, Vanessa Daribo en tant que capitaine de l'équipe de France organise une cagnotte sur une plateforme de Financement participatif pour récolter des fonds pour participer au Championnat d'Europe de rink hockey féminin 2018 au Portugal , la Fédération française de roller et skateboard n'ayant pas inscrit l'équipe de France féminine, pour des raisons budgétaires.
Après douze année en Espagne, elle revient en France en 2021 et met fin à sa carrière sportive pour s'investir dans l'encadrement de l'équipe féminine de Noisy-le-Grand.

## Palmarès
Elle est sacrée championne du monde en 2012 et vice-championne en 2010 et 2014.
Au niveau européen, elle obtient l'or dès 2005 puis une place de seconde en 2009. 
En 2017, elle est porte-drapeau de la délégation française au World Roller Games 2017.

## Référence
1. ↑  Profil sur rinkhockey.net
2. ↑  (es) Vanessa Daribo ya ejerce de jugadora del Hostelcur
3. ↑  (es) Ok Liga Femenina: la internacional Vanessa Daribo ficha por Las Rozas
4. ↑  Vanessa Daribo entre « retour en Equipe de France et espoirs »
5. ↑  (en) Rink Hockey Mercato: Vanessa Daribo continues her career in Spain with Girona C.H.
6. ↑  (es) El Girona femenino incorpora a Vanessa Daribo
7. ↑  Interview : Vanessa Daribo
8. ↑  Vanessa Daribo nous parle du mondial de rink hockey 2016
9. 1 2  Des nouvelles de Vanessa Daribo
10. ↑  lequipe-de-france-feminine-a-besoin-de-vous
11. ↑  https://www.leparisien.fr/sports/vanessa-daribo-star-de-rink-hockey-range-les-patins-pour-entrainer-ca-ne-metonne-pas-cest-une-passionnee-15-06-2022-JCDJXRNTDZEYPCQC7OVHDNYMQM.php
12. ↑  L'exploit des Bleues